# Броненосцы типа «Италия»
Броненосцы типа «Италия» — серия из двух уникальных по конструкции барбетных броненосцев, построенных в 1880-х годах для итальянского флота. Единственные в мире броненосцы, вообще не имевшие броневого пояса и защищенные только толстой броневой палубой. Были построены по инициативе Бенедетто Брина с целью максимально полного использования особенностей тяжелой артиллерии того времени. Считаются предшественниками доктрины линейных крейсеров.

## История
В 1870-х развитие тяжелой нарезной артиллерии достигло такого уровня, что защитить неуязвимой для вражеских снарядов броней удавалось лишь небольшую часть борта корабля. В то же время скорострельность и точность тяжелых орудий оставались довольно низкими и рассчитывать приходилось только на единичные попадания.
Итальянцы, в кораблестроении которых господствовал принцип индивидуального превосходства каждого итальянского броненосца над любым вражеским, первыми отреагировали на изменения доктрины, создав цитадельные броненосцы типа «Кайо Дуилио». Эти корабли имели в центре корпуса цитадель, защищенную чрезвычайно мощной броней, в которой располагались орудия и машины, оконечности же оставались без защиты. Предполагалось, что одиночные попадания медленно стреляющих тяжелых орудий противника не смогут ни пробить цитадель, ни разрушить разделенные на множество мелких отсеков оконечности в достаточной степени, чтобы угрожать плавучести корабля.
Решив не останавливаться на этом, Бендетто Брин предложил совершить следующий шаг. Он отметил, что пробивная сила тяжелых орудий непрерывно возрастает, и уже сейчас неуязвимой для них броней можно защитить лишь небольшую часть корабля. В то же время скорострельность и точность таких орудий весьма низки, а их снаряды — это простые стальные болванки без разрывного заряда взрывчатого вещества, и поэтому они не могут причинить сильные разрушения небронированным частям корабля, если таковые разделены на множество мелких отсеков. Особенно это проявлялось на большой дистанции, где вероятность попаданий резко уменьшалась.
Брин предложил построить броненосец, вообще не имеющий поясного бронирования. Машинное отделение и жизненно важные отсеки находились бы под защитой мощной броневой палубы, расположенной ниже уровня воды: надводная же часть могла бы быть пробита вражескими орудиями без риска потери плавучести. За счет отказа от поясного бронирования удавалось выиграть огромный запас водоизмещения для размещения машин и орудий. Правда, стоит отметить, что в сумме с бронёй барбета площадь броневой палубы в боковой проекции за счёт её скосов была вполне сравнима с броневым поясом многих кораблей того времени, построенных по цитадельной схеме.
Концепция Брина, ранее уже доказавшего свою компетентность при проектировании броненосцев «Кайо Дуилио», была поддержана адмиралтейством, и два корабля, получивших название «Италия» и «Лепанто», были заложены в 1876 году.

## Конструкция
Броненосцы класса «Италия» были самыми необычными броненосцами, когда-либо созданными. Это были очень крупные корабли, водоизмещением в 15000 тонн, и при этом — полностью лишенные броневого пояса. Защиту их обеспечивала мощная броневая палуба и разделение корпуса на множество мелких отсеков.
Благодаря отказу от броневого пояса броненосцы класса «Италия» могли существенно сократить расход водоизмещения на бронирование, и использовать высвободившиеся тонны более рационально. Корабли имели чрезвычайно мощные четырёхвальные силовые установки, общей мощностью около 15800 лошадиных сил. Максимальная их скорость превышала 17,8 узла (для «Лепанто» — 18,4), что делало их быстрейшими кораблями своего времени. Вся их концепция была рассчитана на преимущество в скорости и тяжелой артиллерии: корабли должны были диктовать противнику дальность боя и поражать его мощными залпами.
Необычной особенность кораблей было наличие запасного пространства для размещения 11000 солдат стандартной пехотной дивизии. Таким образом, броненосцы могли использоваться как скоростные десантные транспорты.

### Вооружение
Каждый корабль вооружался четырьмя чрезвычайно мощными (считающимися самыми мощными в XIX веке) нарезными казнозарядными орудиями калибром 432-мм. Эти орудия имели несколько меньший калибр, чем дульнозарядные пушки класса «Кайо Дуилио», но были удобнее в обращении и стреляли более мощными зарядами.
На расстоянии в 2000 (11 каб.) метров 907-килограммовый снаряд мог пробить практически любую существующую в то время броню. Дальнобойность орудий составляла до 7000 метров. Каждая пушка весила 101 тонну.
Орудия монтировались попарно на вращающихся платформах внутри диагонального броневого барбета. Барбет защищал от вражеского огня орудийную прислугу и механизмы орудий, сами стволы возвышались над барбетом и стреляли поверх него.
Интересной особенностью обоих кораблей являлся де-факто разный состав артиллерии. В то время как «Лепанто» нес четыре 26-калиберных орудия Model 431C, «Италия» несла три орудия Model 431C, и одно более длинное 27-калиберное орудие Model 431B, более раннего дизайна. Это было связано с огромной стоимостью пушек, вынудившей установить на «Италию» не пошедший в массовое производство прототип.
Помимо огромных орудий главного калибра, корабли несли средние орудия калибром 120—150 мм, различавшиеся на обоих кораблях. Так, «Италия» несла семь 150-миллиметровых 26-калиберных нескорострельных орудий в щитовых установках и четыре 119-мм орудий в щитовых установках. «Лепанто» был вооружен восемью 152-мм нескорострельными 32-калиберными орудиями (шесть в небронированных казематах на главной палубе и по одному в щитовой установке, на баке и юте) и четырьмя 119-мм орудия в щитовых установках на баке. Орудия среднего калибра стояли открыто на средней и верхней палубе, защищенной только противоосколочными щитами. Кроме того, оба они были оснащены четырьмя подводными 356-мм торпедными аппаратами.

### Защита
Вся броневая защита корпуса броненосцев класса «Италия» исчерпывалась чрезвычайно мощной карапасной броневой палубой, прикрывающей подводную часть корабля от попаданий снарядов. Толщина палубы достигала экстраординарной по тем временам для горизонтального бронирования толщины в 101 миллиметр. Броневые плиты состояли из закаленной стали фирмы «Крезо», наиболее прочной доступной в то время. Согласно расчетам, ни один снаряд того времени не мог бы пробить броневую палубу под пологим углом удара.
Основная артиллерия защищалась стоящими на палубе кольцевыми барбетами, бывшими единственными броневыми элементами в надводной части. Каждый барбет защищался броневыми плитами толщиной в 483 миллиметра, из стали «Крезо». Предварительные полигонные испытания продемонстрировали, что самые мощные на тот момент (итальянские) 432-миллиметровые 26-калиберные нарезные казнозарядные пушки не в состоянии пробить барбеты даже на близкой дистанции. От барбетов вниз к расположенным под броневой палубой погребам шла шахта снарядного элеватора, защищенного такими же мощными плитами.
За исключением броневой палубы и барбетов, корабль более не имел бронирования. Его надводный корпус был разделен на множество небольших герметичных отсеков, которые должны были локализовать затопление. Расположенные вдоль ватерлинии отсеки забивались целлюлозой: предполагалось, что от воды она разбухнет и перекроет течь. Дополнительную защиту предоставляли угольные ямы вдоль бортов.
Броневая защита корабля полностью соответствовала избранной доктрине дальнего боя с применением тяжелой артиллерии. Попавшие в корпус тяжелые снаряды либо пробивали бы его насквозь, не разрываясь, либо при взрыве поражали бы только несколько расположенных рядом отсеков. Броневая палуба выпуклой формы гарантировала рикошет снарядов, попадающих в неё. Артиллерийские установки же были чрезвычайно хорошо защищены от попаданий.

## Оценка проекта
Являясь оригинальным конструкторским решением на момент закладки, броненосцы класса «Италия», тем не менее, были целиком рассчитаны на существовавшее в то время положение дел в артиллерии. К моменту их закладки основными их противниками считались медленно стреляющие тяжелые орудия. Но к тому моменту, когда эти корабли вступили в строй в конце 1880-х, на вооружении появились скорострельные унитарные пушки среднего калибра. Уникальная система защиты «Италии» перестала иметь значение: 120-миллиметровые орудия с темпом стрельбы в 5—6 выстрелов в минуту могли изрешетить небронированные борта итальянских броненосцев множеством попаданий фугасных снарядов и вывести их из строя, ни разу не пробив толстую палубную броню. Даже если бы броненосец не потерял устойчивости, сильные разрушения небронированного борта могли бы привести к потере скорости, и невозможности диктовать дистанцию боя, что было ключевым элементом проекта «Италия».
Все это привело к тому, что несмотря на определенные преимущества проекта, ни одна крупная морская держава более не рискнула повторить его в своих крупных кораблях. Следует отметить, что построенные по аналогичной концепции бронепалубные крейсера типа «Мацусима», в битве при Ялу показали себя весьма неудачными.
Сами итальянцы в следующей серии своих броненосцев «Руджеро ди Лаурия» вернулись к более традиционным конструкторским решениям.